# Jakob Pöltl
Jakob Pöltl (n. 15 octombrie 1995, Viena, Austria) este un baschetbalist austriac.

## Biografie
Pöltl s-a născut în Viena, Austria. Ambii părinții ai lui au fost membri ai Naționalei Austriece de Volei. Părinții lui au optat pentru baschet, pentru că acolo în apropiere era un program de baschet pentru tineri în timpul copilăriei sale. El a jucat un an la Arkadia Traiskirchen Lions din Bundesliga Austriacă în 2013-14.

## Carieră
Pöltl a devenit un starter în primul său an, și în primul său joc, el a marcat 18 puncte și  a avut 10 recuperări. Pe 7 martie 2016, Pöltl a fost numit Pac-12 Jucătorul Anului și All-Pac-12 Prima Echipă. Ulterior el a fost numit castigator al  Pete Newell Big Man Award și  Kareem Abdul-Jabbar Award.
Pe 13 aprilie 2016, Pölt, a anunțat că dorește să facă parte din proiectul NBA  .